# Tschaja (Ob)
Die Tschaja (russisch Ча́я) ist ein 194 Kilometer langer linker Nebenfluss des Ob im Westsibirischen Tiefland in Russland.

## Verlauf
Die Tschaja entsteht beim Dorf Ust-Baktschar in 67 m Höhe aus den Quellflüssen Parbig (Länge 320 km) von links und Baktschar (348 km; Tschaja mit Baktschar 542 km) von rechts, die ihre Ursprünge in den Sümpfen der Wassjuganje im südlichen Zentralteil des Westsibirischen Tieflandes haben.
Die Tschaja durchfließt die flache Taigalandschaft links des Ob, auf dem Territorium des Rajons Tschainsk der Oblast Tomsk, stark mäandrierend zunächst in nordöstlichen bis nördlichen Richtungen. Er erreicht das Territorium des Rajons Kolpaschewo und die Flussaue des Ob und teilt sich in zwei Arme. Der rechte Arm Njarga mündet nach gut 8 km bei der Siedlung Ust-Njarga in den Ob. Der linke Arm fließt noch auf weiteren 25 km Luftlinie in nordwestlicher Richtung am westlichen Rand der Flussaue des Ob, bevor er sich schließlich beim Dorf Ust-Tschaja 15 km unterhalb (westlich) der Stadt Kolpaschewo bei 54 m Höhe in den Ob mündet.
Die bedeutendsten Zuflüssen der Tschaja sind die Iksa von rechts sowie Njursa und Toja von links.

## Hydrographie
Das Einzugsgebiet der Tschaja umfasst 27.200 km². Im Unterlauf erreicht der Fluss eine Breite von über 100 m bei einer Tiefe von 2 m; die Fließgeschwindigkeit beträgt 0,6 m/s.
Der Fluss gefriert zwischen November und April, worauf ein bis Anfang Juli andauerndes Hochwasser folgt. Die Wasserführung der Tschaja 136 km oberhalb der Mündung beträgt im Jahresdurchschnitt 75,9 m³/s bei einem Minimum von 21,1 m³/s im März und einem Maximum von 348 m³/s im Mai.

## Infrastruktur
Der Fluss ist auf seiner gesamten Länge ab seinem Ursprung bei Ust-Baktschar schiffbar; als Binnenwasserstraße gelten jedoch nur 172 km, da der Schiffsverkehr über den kurzen rechten Mündungsarm Njarga in den Ob geführt wird, während der Unterlauf bzw. linke Mündungsarm nicht regulär befahren werden.
Entlang der gesamten Flusslaufes gibt es vorwiegend am rechten Ufer Dörfer, die zu den Gemeinden Ust-Baktschar, Podgornoje, Tschainsk (im Rajon Tschainsk) und Tschaschemto (im Rajon Kolpaschewo) zusammengefasst sind. Ust-Tschaja an der Flussmündung ist Ortsteil des nahen Nowogornoje. Bei Tschaschemto überqueren zwei Straßenbrücken im Verlauf der Regionalstraße R398 von Tomsk nach Kolpaschewo den Fluss. Dort zweigt auch eine befestigte Straße ab, die alle entlang des rechten Flussufers gelegenen Dörfer verbindet.